# Викторов (село)
Ви́кторов (укр. Вікторів) — село в Галичской городской общине Ивано-Франковского района Ивано-Франковской области Украины.
Население по переписи 2021 года составляло 1649 человек. Занимает площадь 23,678 км². Почтовый индекс — 77166. Телефонный код — 03431.